# Дьяченко, Дмитрий Владимирович
Дми́трий Влади́мирович Дьяче́нко (род. 16 сентября 1972, Воронеж) — российский режиссёр кино и телевидения, сценарист, продюсер и монтажёр. Известен по фильмам «День радио», «О чём говорят мужчины», «Последний богатырь», «Последний богатырь: Корень зла», «Последний богатырь: Посланник тьмы» и «Чебурашка». Лауреат премии «ТЭФИ» (2010).

## Биография
Родился 16 сентября 1972 года в Воронеже. Поступил в Воронежский государственный институт искусств в 1989 году. В Москву Дмитрий Дьяченко приехал в 1993 году, где устроился в Театр Российской армии.
Проходил режиссёрские курсы во Всероссийском институте переподготовки и повышения квалификации работников кинематографии (ВИППК) (мастерская Николая Бурляева и Бориса Плотникова), благодаря чему стал режиссёром кино и телевидения.
Работал режиссёром в продюсерском центре «Дакарт» (1995—1998), на телевизионном канале «АСТ» (1997—1999), режиссёром-постановщиком в компаниях «Бизнес-Видео» и «Видео Коммуникации» (1999—2002), режиссёром-постановщиком документальных фильмов продюсерского центра «СТФ Юнит» (2003—2004), в 2005 — режиссёр-постановщик видео-оформления для спектакля «Быстрее, чем кролики» театра «Квартет И». В 2005 — режиссёр-постановщик трёх серий сериала «Кулагин и партнёры» и в 2006 году работал над документальным фильмом для спектакля «Америка-2» театра «Современник».
В 2008 вышел новый фильм Дмитрия Дьяченко «День радио», в котором главные роли исполнили актёры «Квартета И». В 2010 году он выпустил ещё один фильм с теми же актёрами — «О чём говорят мужчины», а в 2011 году снял его продолжение.
В октябре 2012 года на канале СТС вышел снятый им комедийный сериал «Кухня», который имел хороший рейтинг, и в ноябре 2012 года был снят его второй сезон, который начали показывать на канале СТС в марте 2013 года. Двумя годами позже на большие экраны выйдет полнометражный фильм Дьяченко «Кухня в Париже». За период 2017-2021 в кинотеатрах вышла трилогия Дьяченко «Последний богатырь». В начале 2023 вышел «Чебурашка». 23 февраля этого же года в российский прокат вышел триллер «Бешенство» Дмитрия Дьяченко, главную роль в котором исполнил Алексей Серебряков.

## Фильмография
Кино
| Год  | Название                           | Режиссёр | Продюсер | Примечание     |
| ---- | ---------------------------------- | -------- | -------- | -------------- |
| 2008 | День радио                         | Да       | Нет      |                |
| 2010 | О чём говорят мужчины              | Да       | Нет      |                |
| 2011 | О чём ещё говорят мужчины          | Да       | Нет      | также монтажёр |
| 2014 | Быстрее, чем кролики               | Да       | Да       |                |
| 2014 | Кухня в Париже                     | Да       | Да       |                |
| 2016 | СуперБобровы                       | Да       | Да       |                |
| 2016 | Страна чудес                       | Да       | Нет      | киноальманах   |
| 2017 | Последний богатырь                 | Да       | Нет      |                |
| 2018 | СуперБобровы. Народные мстители    | Да       | Да       |                |
| 2020 | Последний богатырь: Корень зла     | Да       | Нет      |                |
| 2021 | Последний богатырь: Посланник тьмы | Да       | Нет      |                |
| 2023 | Чебурашка                          | Да       | Нет      |                |
| 2023 | Бешенство                          | Да       | Нет      |                |
| 2025 | Финист. Первый богатырь            | Да       | Нет      |                |
| 2026 | Чебурашка 2                        | Да       | Нет      |                |

Телевидение
| Год  | Название                | Режиссёр | Продюсер | Сценарист | Примечание   |
| ---- | ----------------------- | -------- | -------- | --------- | ------------ |
| 2005 | Авантюристка            | Да       | Нет      | Нет       | сериал       |
| 2006 | Конец света             | Да       | Нет      | Нет       | мини-сериал  |
| 2007 | Спецгруппа              | Да       | Нет      | Нет       | сериал       |
| 2007 | Любовь на острие ножа   | Да       | Нет      | Нет       | мини-сериал  |
| 2008 | Большая разница         | Да       | Нет      | Нет       | телепередача |
| 2009 | 9 мая. Личное отношение | Да       | Нет      | Да        | телеальманах |
| 2012 | Кухня (1-2 сезоны)      | Да       | Да       | Нет       | сериал       |
| 2015 | Мамочки                 | Да       | Нет      | Нет       | сериал       |
| 2016 | Отель Элеон             | Нет      | Да       | Нет       | сериал       |
| 2018 | Гранд                   | Нет      | Да       | Нет       | сериал       |
| 2019 | Триада                  | Да       | Да       | Нет       | сериал       |
| 2021 | Жена олигарха           | Нет      | Да       | Да        | сериал       |
| 2021 | Готовы на всё           | Нет      | Да       | Нет       | сериал       |
| 2022 | Модный синдикат         | Нет      | Да       | Нет       | сериал       |

Незавершённый фильм
- 2013 — Первая осень войны (сценарист)

## Награды и премии
- Национальная телевизионная премия «ТЭФИ—2010» в номинации «Режиссёр телевизионной программы» категории «Профессии» — программа «Большая разница»[5].